# 木沢浮泛
木沢 浮泛（きざわ ふはん）は、戦国時代の武将。畠山総州家の被官。天文期に河内守護代を務める長政の父。

## 出自
木沢氏は畠山氏の被官として名が見える一族である。南北朝時代初期の1349年（正平4年）に木沢なる人物が南朝から将軍方に降った記録があり、1431年（永享3年）には木沢常陸入道なる人物が馬伏郷・葛原郷の有力者であった旨の記録がある。1460年（長禄4年）には木沢山城守なる人物が畠山家臣団の中で北河内の最有力土豪であったことをうかがわせる記録がある。
馬部隆弘は、木沢家は応永17年（1410年）〜永享5年（1433年）まで活動が確認できる木沢兵庫入道善堯と、応永26年（1419年）〜翌27年まで活動が確認できる木沢蓮因（上記の木沢常陸入道と同一人物か）の2人を祖として、善堯-助秀-左衛門尉-盛秀-矩秀と繋がる兵庫助家と、蓮因-秀興-孫四郎-秀久-浮泛-長政-相政と繋がる左近大夫家が存在したと主張した。

## 概略
京都において細川政元の庇護下におかれていた畠山義英に仕え、義英が家督を継承すると、当時家中で最も有力であった遊佐就盛と行動を共にして家中での影響力を強めた。また、天文元年（1532年）に三条西実隆へ酒肴を贈っていることなどから、在京期に冷泉政為などの公家衆との関係を築き上げていたと思われ、このことはのちに子・長政が京都支配に積極的に関与できた土台となった。
長政が畠山氏の実権を握るとその名代として活動するが、様々な悪行で人々から恨まれたらしく（『天文日記』天文5年4月1日・6月26日条）、父の振舞いに困り果てた長政が天文9年（1540年）に父を義絶する旨を各方面に伝えている（『天文日記』天文9年7月8日条）。
天文11年（1542年）に長政が太平寺の戦いにおいて戦死した際、息子の中務大輔・左馬允兄弟（長政の弟たち）や孫である孫九郎（長政の長男であるが庶子）らとともに、浮泛は飯盛山城に籠っていたが、それ以降の行方がつかめず程なくして没したとされる。